# Thalassiopsis vachoni
Genre
Espèce
Thalassiopsis vachoni, unique représentant du genre Thalassiopsis, est une espèce d'araignées aranéomorphes de la famille des Pisauridae.

## Distribution
Cette espèce est endémique de Madagascar.

## Description
Le mâle holotype mesure 15 mm.

## Publication originale
- Roewer, 1955 : Araneae Lycosaeformia I. (Agelenidae, Hahniidae, Pisauridae) mit Berücksichtigung aller Arten der äthiopischen Region. Exploration du Parc National de l'Upemba Mission G. F. De Witte, vol. 30, p. 1-420.